# Venieri
 (décembre 2024).
Si vous disposez d'ouvrages ou d'articles de référence ou si vous connaissez des sites web de qualité traitant du thème abordé ici, merci de compléter l'article en donnant les références utiles à sa vérifiabilité et en les liant à la section « Notes et références ».
La société Venieri S.p.A. est un constructeur italien de chariots élévateurs et d'engins de terrassement pour les travaux publics. La société a été créée à Imola en 1948 par Ferdinando et Carlo Venieri.

## Histoire

### Les origines
En 1948, les frères Ferdinando et Carlo Venieri construisent leur premier tracteur agricole sur chenilles. C'est ce qu'en dialecte local ils appellent une cariocca, c'est-à-dire un tracteur hybride construit à partir de matériel militaire endommagé et abandonné par les alliés. A cette époque d'immédiat après guerre, les machines industrielles étaient rares et chères. Pour obtenir un petit tracteur Fiat 601 d'une puissance de 18 Ch, il y avait un délai d'attente de une années, pire, pour le Fiat 25C et ses 23 Ch, il fallait attendre deux ans !  Aucune entreprise italienne ne pouvait faire mieux dans ce domaine tant la demande était importante et les moyens de production limités. Venieri proposa donc sa "Cingoletté" dont le moteur Morris développait 40 Ch. Une version à roues sera rapidement proposée.
En 1954, Ferdinando Venieri s'installe au plein centre de Lugo et y aménage sa première usine. Le choix de l'emplacement est murement réfléchi, c'est le lieu où se tient tous les mercredis un des marchés les plus importants d'Italie. C'est donc le lieu d'exposition tout désigné, et c'est chez lui ! La gamme de tracteurs comprend trois modèles :
- motoculteur "Murco", avec un moteur à pétrole Beta,
- tracteur à chenilles "C30" équipé d'un moteur diesel Slanzi,
- tracteur sur roues "Guldner".

Dès le milieu des années 1950, l'entreprise se spécialise progressivement dans la fabrication de ses propres modèles conçus en interne avec des éléments spécifiques. La production annuelle dépasse vite les 100 unités. Rapidement, la demande s'oriente également vers le secteur des terrassements. La société lance sa première chargeuse sur chenilles en 1960.
Les années 1960 consacrent la société avec des prix pour la qualité des matériels produits. Venieri est le stand recherché dans les foires et expositions régionales de toute l'Italie. La part des engins agricole baisse fortement au profit des engins de terrassements à chenilles et roues. En 1962, la société se lance également dans la conception de son premier chariot élévateur, le VF 109 qui utilise le moteur de la Fiat 500 de l'époque. En 1968, Venieri lance la première chargeuse au monde équipée d'une transmission hydrostatique.
Dans les années 1970, la gamme agriculture comprend de nombreux modèles étroits destinés aux vignobles. La gamme engins de terrassement s'élargit aussi avec l'introduction de plusieurs modèles de tractopelles et bulldozers. Le 23 novembre 1974, la société familiale Venieri devient la société anonyme FV Venieri S.p.A.. En 1979, la société inaugure une nouvelle usine qui va lui permettre de développer sa production de devenir une entité présente sur les marchés de tous les continents, notamment la Turquie et l'Australie.
Au tout début des années 1980, la société met un terme à sa gamme de tracteurs agricoles à chenilles pour se consacrer uniquement aux engins de terrassement et aux chariots élévateurs. En 1981, Venieri présente un tractopelle rigide innovant avec une partie pelle mécanique sur roues de forte puissance, plus large et plus stable avec ses patins extractibles. Ce type de tractopelle va être copié par tous les autres constructeurs. Venieri va également, à partir de ce modèle, servir de fabricant pour le compte d'autres « grandes » marques mondiales. En 1985, Venieri célèbre 30 ans de coopération avec le fabricant de moteurs Perkins qui a livré à Venieri le 10.000.000ème moteur fabriqué depuis la création de la société britannique. Venieri fabrique son modèle de tractopelle VF 6.73 pour le compte du constructeur hollandais Werlust qui le distribue dans son réseau sous sa propre marque.
En 1982, la société arrête la fabrication de tractopelles rigides traditionnels au profit des versions articulées. En 1986, Venieri lance le tractopelle articulé hydrostatique VF 5.23 et la société fête la fabrication de son 2000e tractopelle.
À partir de 1989, Venieri va fabriquer plusieurs de ses modèles qui seront distribués par d'autres grands constructeurs mondiaux :
- 1989-1993 Massey Ferguson : les modèles de tractopelles de sa gamme : MF613, MF615 et MF65A,
- 1994-2001 Case : les modèles de tractopelles Case 545 et de pelles mécaniques Case 21B, 121B, 121B/E, 221B, 321B et 421B,
- 1996-2006 Imer Group : la chargeuse sur roues VF 4.63E,
- 2003-2004 Ahlmann : la chargeuse sur roues VF 9.63,
- depuis 2015 pour Yanmar les chargeuses sur roues Yanmar V7 (VF 2.63C) et Yanmar V8 (VF 2.63C+).

En 1999, Venieri dépose le brevet et présente le premier tractopelle électrique au monde, le VF1.33E.
Depuis 2000, Venieri dispose d'un réseau de distribution comprenant 75 partenaires dans le monde pour la diffusion de ses produits, répartis dans 53 pays sur les 5 continents. En 2002, la société adopte la transmission hydrostatique sur tous ses modèles. Depuis 2010, la société assure sa propre production d'énergie électrique d'origine renouvelable.

## La gamme VF de modèles actuels[1]
- Tractopelles 4×4 sur roues
  - 1.33B, rigide 4×4, godet 400 litres, poids 4 tonnes, moteur Perkins 52 Ch (38 kW) Stage IIIA/Tier 3, 4 roues motrices et directrices, force d'arrachement 2,6 tonnes, profondeur de travail de la pelle 2,7/3,25 mètres,
  - 8.23F, articulé 4×4, godet 1,1 m3, poids 8,5 tonnes, moteur Deutz 106 Ch (78 kW) Stage IIIB/Tier 4i, force d'arrachement 6,9 tonnes, profondeur de travail de la pelle 5,4 mètres,
  - 10.23D, articulé 4×4, godet 1,1/1,3 m3, poids 9,9 tonnes, moteur Deutz 106 Ch (78 kW) Stage IIIB/Tier 4i, force d'arrachement 10,8 tonnes, profondeur de travail de la pelle 6,0 mètres,
  - 10.33C, articulé 4×4, godet 1,2/1,5 m3, poids 9,4 tonnes, moteur Deutz 106 Ch (78 kW) Stage IIIB/Tier 4i, force d'arrachement 9,1 tonnes, profondeur de travail de la pelle 5,8 mètres,

- Mini chargeuse
  - 1.33B, rigide 4×4, godet 400 litres, poids 4 tonnes, moteur Perkins 52 Ch (38 kW), 4 roues motrices et directrices, force d'arrachement 12,8 tonnes,

- Chargeuses 4×4 articulées

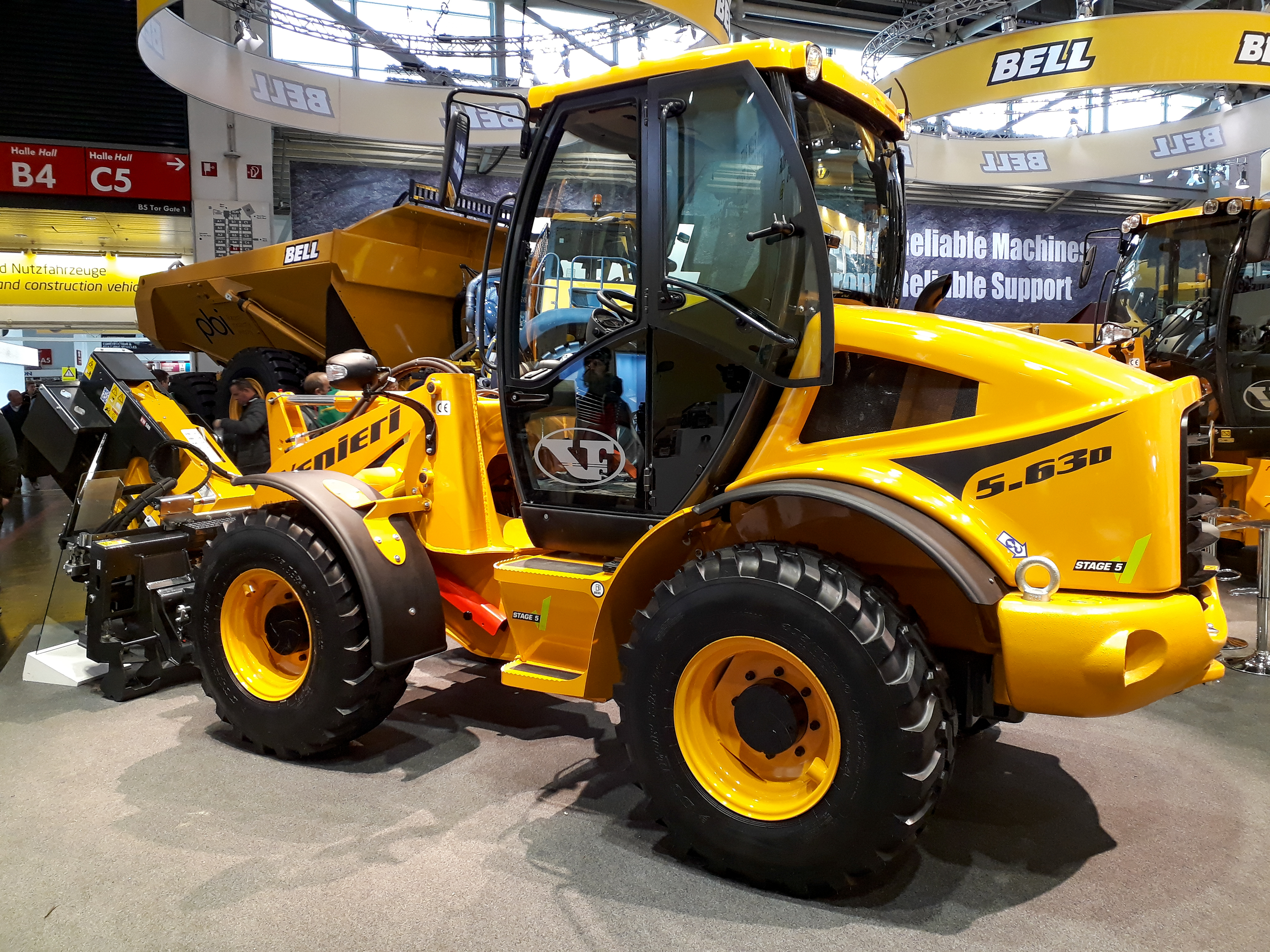
VENIERI 5.63D chargeur

- - 1.63C, godet 500/800 litres, poids 3,6 tonnes, moteur Yanmar 50 Ch (36 kW) Stage IIIA/Tier 3, force d'arrachement 3,85 tonnes,
  - 2.63C, godet 1,0/1,2 m3, poids 4,8 tonnes, moteur Yanmar 50 Ch (36 kW) Stage IIIA/Tier 3, force d'arrachement 4,7 tonnes,
  - 2.63C Plus, godet 1,0/1,2 m3, poids 4,8 tonnes, moteur Yanmar 50 Ch (36 kW) Stage IIIA/Tier 3, force d'arrachement 5,3 tonnes,
  - 3.63G, godet 1,0/1,5 m3, poids 5,8 tonnes, moteur Yanmar 60 Ch (44 kW) Stage IIIA/Tier 3, force d'arrachement 5,3 tonnes,
  - 4.63H, godet 1,0/1,5 m3, poids 6,2 tonnes, moteur Yanmar 72 Ch (53 kW) Stage V/Tier 4f, force d'arrachement 5,6 tonnes,
  - 5.63C, godet 1,1/1,5 m3, poids 6,2 tonnes, moteur Yanmar 79 Ch (58 kW) Stage IIIB/Tier 4i, force d'arrachement 6,4 tonnes,
  - 5.63D, godet 1,1/1,5 m3, poids 6,2 tonnes, moteur Deutz 79 Ch (58 kW) Stage V/Tier 4f, force d'arrachement 6,4 tonnes,
  - 7.63C, godet 1,4/2,0 m3, poids 8,35 tonnes, moteur Deutz 106 Ch (78 kW) Stage IIIB/Tier 4i, force d'arrachement 9,1 tonnes,

- Chargeuses à bras télescopique
  - 1.63TL : moteur Yanmar 50 Ch (36 kW) Stage IIIA/Tier 3, charge transportable 1,25 tonne ou godet 500 litres, hauteur maxi atteinte 3,70 mètres du sol,
  - 8.63TL : moteur Deutz 143 Ch (105 kW) Stage IV/Tier 4f, charge transportable 3,2 tonnes ou godet 1,2 m3, hauteur maxi atteinte 5,30 mètres du sol.

Ces machines peuvent recevoir plusieurs équipements avec attache rapide : benne chargeuse, fourche transpalettes, pinces pour meules agricoles, chasse-neige, balayeuse, taille herbe ou débroussailleuse.
- Grosses chargeuses articulées sur roues
  - 9.63C : godet 1,8/2,0 m3, moteur Deutz 128 Ch (94,5 kW) Stage IIIB/Tier 4i, poids 9,7 tonnes, force d'arrachement 8,8 tonnes,
  - 10.63C : godet 2,2 m3, moteur Deutz 106 Ch (90 kW) Stage IIIB/Tier 4i, poids 10,0 tonnes, force d'arrachement 8 tonnes,
  - 11.63B : godet 2,2/2,5 m3, moteur Deutz 164 Ch (121 kW) Stage IIIB/Tier 4i, poids 13,5 tonnes, force d'arrachement 13,9 tonnes,
  - 12.63B : godet 2,2/2,5 m3, moteur Deutz 164 Ch (121 kW) Stage IIIB/Tier 4i, poids 13,5 tonnes, force d'arrachement 11,2 tonnes,
  - 13.63B : godet 2,7/3,0 m3, moteur Deutz 184 Ch (135 kW) Stage IIIB/Tier 4i, poids 14,1 tonnes, force d'arrachement 13,0 tonnes,
  - 18.63B : godet 3,5/5,0 m3, moteur Deutz 228 Ch (168 kW) Stage IIIB/Tier 4i, poids 22,0 tonnes, force d'arrachement 15,6 tonnes,

- Modèles spéciaux

Venieri SpA fabrique également une gamme de modèles spéciaux destinée aux pompiers, à la Protection civile italienne et à l'armée.